# Sobór Uczonych Ruskich
Sobór Uczonych Ruskich (pełna ukraińska nazwa Собор учених руских и любителей народного просвіщенія) – pierwszy ruski zjazd oświatowy w Galicji, zwołany przez Główną Radę Ruską w dniach 19–26 października 1848.
Odbył się we Lwowie, z inicjatywy Mykoły Ustyjanowycza i Iwana Borysykewycza. Uczestniczyło w nim 99 osób, dyskutujących w 9 sekcjach.
Na zjeździe nakreślono zarys ukraińskiej polityki oświatowej i naukowej, zdecydowano o wydawaniu ukraińskich podręczników, przedyskutowano sprawę tworzącego się języka ukraińskiego.

## Literatura
- Jan Kozik: Ukraiński ruch narodowy w Galicji w latach 1830-1848. Kraków, 1973.
- Jan Kozik: Między reakcją a rewolucją. Studia z dziejów ukraińskiego ruchu narodowego w Galicji w latach 1848-1849. W Zeszyty Naukowe Uniwersytetu Jagiellońskiego (Prace historyczne, zeszyt 52). Kraków-Warszawa: PWN, 1975.